# Port of Spain
Port of Spain (včasih zapisano kot Port-of-Spain), s polnim uradnim imenom City of Port of Spain, je glavno mesto Trinidada in Tobaga ter s širšim mestnim območjem, ki zajema še dele sosednjih mest Diego Martin in St. Anns ter šteje približno 130.000 prebivalcev (po neuradni oceni za leto 1990), tretje največje mesto v tej karibski državi. V ožjem administrativnem okviru ima mestna občina 37.000 prebivalcev.
Mesto stoji ob Parijskem zalivu na severozahodnem delu otoka Trinidad, sredi gosto poseljenega območja, kjer živi približno polovica prebivalcev države. Znano je predvsem kot poslovno središče ter s svojim pristaniščem kot pomembna postojanka na mednarodnih pomorskih poteh. Tudi industrija je razvita, medtem ko za razliko od drugih karibskih glavnih mest turizem nima bistvenega pomena.
Središče mesta ima geometričen vzorec ulic, predmestja pa se nahajajo na hribih v zaledju. Glavne znamenitosti so velik park Queen’s Park Savannah, gotska stolnica svete Trojice, predsedniška palača v botaničnem vrtu in neorenesančna Rdeča hiša (Red House), v kateri ima svoje prostore vlada. 

## Zgodovina
Na kraju, kjer danes stoji Port of Spain, je bila prej staroselska ribiška vasica Cumucurapo. Španci so tam zgradili majhno utrdbo iz blata, okrog katere je nastalo naselje, ki je leta 1757 postalo administrativno središče otoka. Štirideset let kasneje so ga priključili Britanci in začeli uvažati suženjsko delovno silo iz Afrike za delo na okoliških plantažah sladkornega trsa, po emancipaciji leta 1838 pa delavce od drugod. Prednjačili so Indijci, njihovi potomci zdaj predstavljajo več kot polovico prebivalstva države.
V 20. stoletju je Port of Spain pridobil širši regionalen pomen in bil med leti 1958 in 1962 glavno mesto kratkotrajne Zahodnoindijske federacije, po razpadu zveze ter osamosvojitvi Trinidada in Tobaga pa glavno mesto te države. Leta 1990 so ga prizadeli nemiri med politično krizo, ko so teroristi zajeli predsednika vlade in poslance ter jih pet dni zadrževali kot talce.

## Mednarodne povezave
Port of Spain ima uradne povezave (pobratena/sestrska mesta oz. mesta-dvojčki) z naslednjimi kraji po svetu:
- Atlanta, Združene države Amerike
- Georgetown, Gvajana
- Lagos, Nigerija
- Morne-à-l'Eau (Mònalo), Gvadelup
- Richmond, Združene države Amerike
- St. Catharines, Kanada